# Rezerwat przyrody Torfowisko na Tatarskiej Górze
Rezerwat przyrody Torfowisko na Tatarskiej Górze – torfowiskowy rezerwat przyrody położony na terenie gminy Gołdap w powiecie gołdapskim (województwo warmińsko-mazurskie).
Obszar chroniony utworzony został 10 kwietnia 2012 r. na podstawie Zarządzenia Nr 12 Regionalnego Dyrektora Ochrony Środowiska w Olsztynie z dnia 15 marca 2012 r. w sprawie uznania obszaru za rezerwat przyrody „Torfowisko na Tatarskiej Górze” (Dz. Urz. Woj. Warm.-Maz. z 2012 r. poz. 1095). To przedostatni co do wielkości rezerwat przyrody województwa warmińsko-mazurskiego (przed „Wyspą na Jeziorze Partęczyny Wielkie”) i najwyżej położony spośród nich.

## Położenie
Rezerwat obejmuje 1,87 ha powierzchni na terenie Nadleśnictwa Olecko (oddziały leśne: 63 k, 64 c). Obszar chroniony położony jest w całości w obrębie Zespołu przyrodniczo-krajobrazowego „Tatarska Góra” oraz planowanego specjalnego obszaru ochrony siedlisk Natura 2000 „Tatarska Góra” PLH2800. W odległości ok. 1 km na południowy zachód leżą Pietrasze, a ok. 2 km na wschód – Wrotkowo.

## Charakterystyka
Celem ochrony rezerwatowej jest „zachowanie kompleksu torfowisk przejściowych i wysokich oraz zbiornika dystroficznego wraz ze stanowiskiem turzycy skąpokwiatowej Carex pauciflora, rosiczki długolistnej Drosera anglica oraz innych gatunków roślin chronionych”. Wśród odnotowanych roślin są także rzadkie bagnica torfowa i turzyca bagienna.
Ochroną objęta jest część południowego zbocza Tatarskiej Góry (307,8 m n.p.m.), trzeciego pod względem wielkości szczytu Polski północno-wschodniej po Dylewskiej Górze (312 m n.p.m.) i Górze Szeskiej (309 m n.p.m.). Obejmuje ona torfowisko wraz z wytopiskowym Jeziorem Tatarskim (powierzchnia 7 ha), otoczone przez las i położone na wysokości 290 m n.p.m. Lustro wody jeziora znajduje się na wysokości 293 m n.p.m. i stanowi najwyżej położony zbiornik wodny w województwie.